# Bateau-mouche sur la Seine
 (juillet 2025).
Pour plus de détails, voir Fiche technique et Distribution.
Bateau-mouche sur la Seine est un film de Georges Méliès, sorti en 1896. Actuellement, le film est considéré comme perdu.